# Даббо
Дуббо (англ. Dubbo) — місто в регіоні Орана, штат Новий Південний Уельс. Це найбільший населений пункт в даному регіоні з населенням в 36.622 осіб (2014).
Місто знаходиться на висоті 275 метрів над рівнем моря і в 303 км на північний захід від столиці штату, Сіднея. У місті спостерігається найменша щорічна кількість опадів в штаті.
Поблизу міста знаходиться великий Зоопарк Таронга Western Plains.

## Транспорт

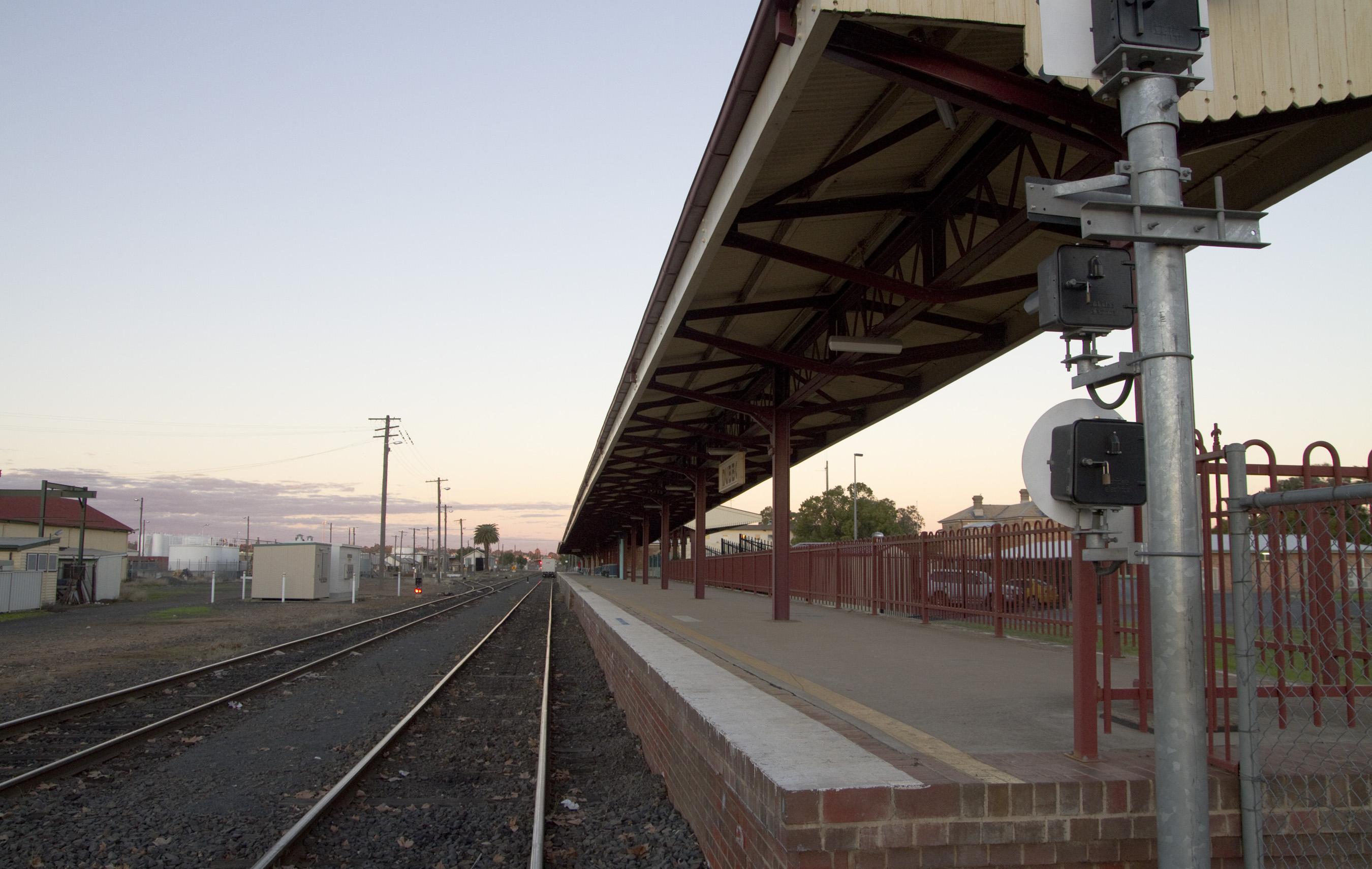
Залізнична станція

Залізнична станція Даббо знаходиться на головній гілці між Сіднеєм і Бурком і відкрита в 1881 році. У Даббо також є власний аеропорт, з щоденними рейсами в Сідней, Брокен-Гілл та інші міста Нового Південного Уельсу. У Даббо також є великий автовокзал.
1. ↑  City of Dubbo
2. 1 2 3 4 5 6 7 8 9 10 11 12 13 14 15 16  https://linked.data.gov.au/dataset/asgsed3/SAL/11299